# Medalistki mistrzostw Polski seniorów w biegu na 1000 metrów
Medalistki mistrzostw Polski seniorów w biegu na 1000 metrów – zdobywczynie medali seniorskich mistrzostw Polski w konkurencji biegu na 1000 metrów.
Mistrzostwa Polski w biegu na 1000 metrów kobiet odbyły się tylko dwukrotnie, w latach 1926 i 1927. W tych latach nie rozgrywano mistrzostw w biegu na 800 metrów (po raz pierwszy odbyły się w 1928).
Pięć zawodniczek zdobyło medale mistrzostw Polski. Rekord mistrzostw Polski seniorów należy do Gertrudy Kilos, wynosi 3:22,3 i pochodzi z mistrzostw w 1927 w Poznaniu.

## Medalistki
| NR – rekord kraju \| PB – rekord życiowy \| SB – najlepszy wynik w sezonie \| NL – najlepszy wynik w polskich tabelach w sezonie |

| Mistrzostwa   | 1. miejsce                           | Rezultat | 2. miejsce                                | Rezultat | 3. miejsce                     | Rezultat |
| Warszawa 1926 | Leokadia Wieczorkiewicz AZS Warszawa | 3:37,8   | Zofia Pichell Warszawaianka               | o 20 m   | [ 2 ]                          |          |
| Poznań 1927   | Gertruda Kilos Roździeń Szopienice   | 3:22,3   | Helena Raźniewska Krusche-Ender Pabianice | 3:24,0   | Leokadia Perono KS 06 Katowice | 3:25,0   |

## Klasyfikacja medalowa
W historii mistrzostw Polski seniorów na podium tej imprezy stanęło w sumie 5 biegaczek.
| Lp. | Zawodniczka             | Złoto | Srebro | Brąz | Razem |
| 1.  | Gertruda Kilos          | 1     | 0      | 0    | 1     |
| 1.  | Leokadia Wieczorkiewicz | 1     | 0      | 0    | 1     |
| 3.  | Zofia Pichell           | 0     | 1      | 0    | 1     |
| 3.  | Helena Raźniewska       | 0     | 1      | 0    | 1     |
| 5.  | Leokadia Perono         | 0     | 0      | 1    | 1     |